# Abrothrix sanborni
El ratón negruzco (Abrothrix sanborni) es una especie de roedor del género Abrothrix de la familia Cricetidae. Habita en el sudoeste del Cono Sur de Sudamérica.

## Taxonomía
Esta especie fue descrita originalmente en el año 1943 por el zoólogo estadounidense Wilfred Hudson Osgood.
Localidad tipo
La localidad tipo referida es: “desembocadura del río Inio, extremo sur de la isla de Chiloé, Provincia de Chiloé, Chile”.
Relaciones filogenéticas
En el año 2015, mediante un estudio que empleó análisis filogenéticos de secuencias del gen del citocromo b, se concluyó que las poblaciones septentrionales de A. sanborni corresponden en realidad a una especie distinta, a las que se les otorgó el nombre de Abrothrix manni. Ambos taxones (los cuales difiere en promedio en 5,2 %) junto con A. lanosus, forman un clado de ratones sureños.

## Distribución geográfica
Se encuentra en el sudoeste de la Argentina y el sur de Chile.
Este roedor habita en el bosque valdiviano, desde el nivel del mar hasta una altitud de alrededor de 800 m s. n. m.. La especie solo se distribuye en la porción continental, estando ausente de todas las islas costeras, salvo la mitad sur de Chiloé.

## Conservación
Según la organización internacional dedicada a la conservación de los recursos naturales Unión Internacional para la Conservación de la Naturaleza (IUCN), al tener una distribución poco extendida y sufrir algunas amenazas (desforestación en las zonas de menor altitud), la clasificó como una especie “casi amenazada” en su obra: Lista Roja de Especies Amenazadas.